# Hermann Hartmeyer

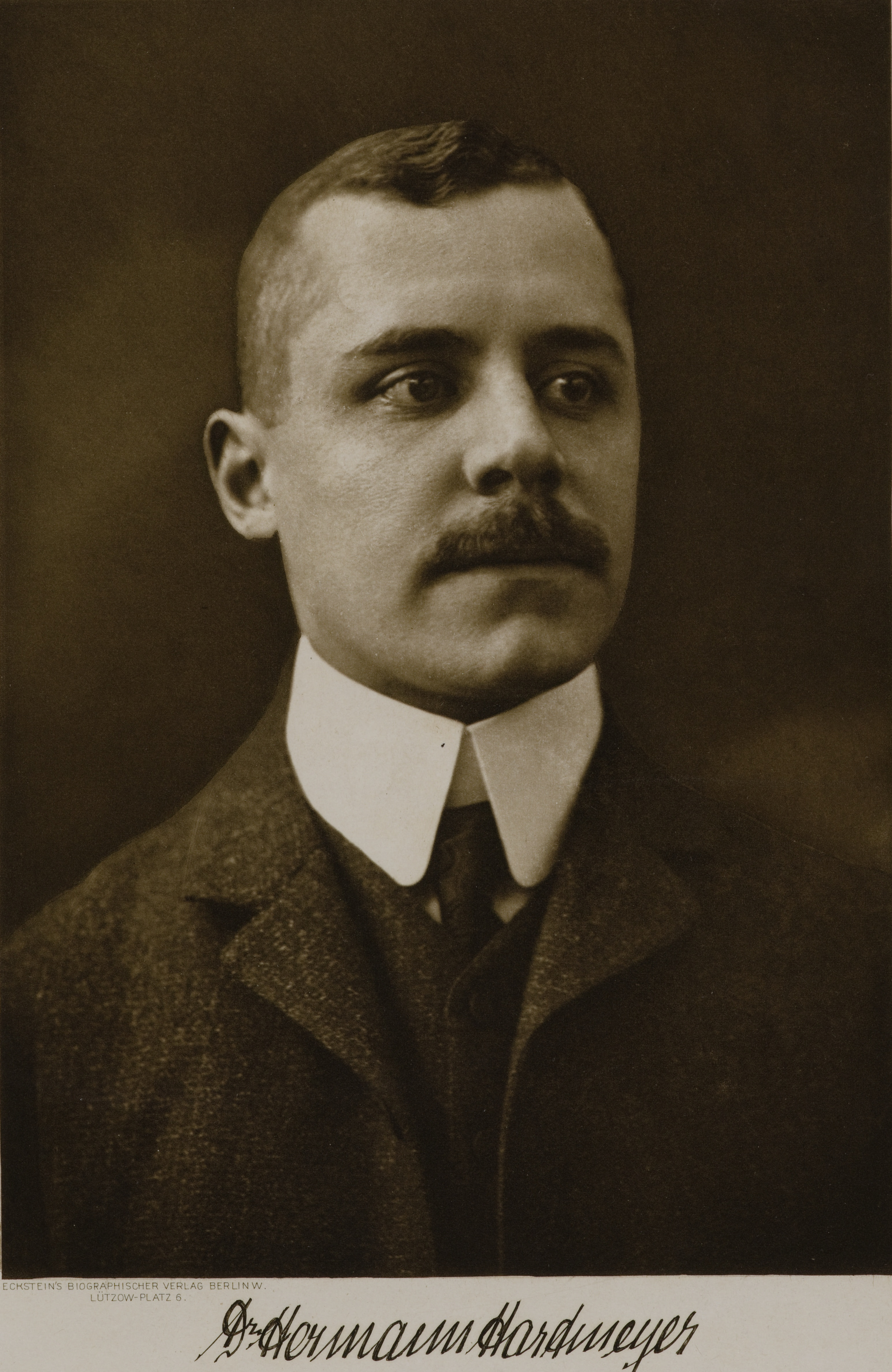
Hermann Hartmeyer

Hermann Alfred Viktor Hartmeyer (* 26. August 1875 in Hamburg; † 23. Juni 1965 ebenda) war ein deutscher Verleger.

## Leben
Hartmeyer war der Sohn von Hermine Schoeller und Johann Gustav Hermann Hartmeyer. Sein Großvater war Heinrich Emil Hartmeyer.
Er studierte Rechtswissenschaft und schloss sein Studium im Jahr 1903 mit seiner Promotion zum Dr. jur. ab.
1895 trat Hartmeyer in die Schriftleitung des Hamburger Nachrichten ein. Da sein Vater bereits 1891 verstorben war, übernahm er nach dem Tod seines Großvaters 1902 dessen Nachfolger als Inhaber und Leiter des Verlages Hermann’s Erben. Er war der letzte Herausgeber der Hamburger Nachrichten. Der Verlag war 1786 von Heinrich Hermann gegründet worden und gab auch das Hamburger Adressbuch heraus.